# Bedlington teriér
Bedlington teriér je plemeno teriéra pojmenované po hornickém městě Bedlington nacházejícím se v severní Anglii. Bedlingtonům se také říká malé ovečky (beránci).

## Historie
Bedlington teriér byl vyšlechtěn v Anglii kolem roku 1870. Mezi jeho předky lze zařadit vipeta a dandie dinmont teriéra, nejspíše i vydraře. Říká se, že je jedním z nejstarších teriérů .
Na jedné z prvních výstav psů ve Velké Británii předvedl hrabě z Antrimu dva psy stejných rodičů. Jeden z nich získal cenu jako dandie dinmont teriér, druhý jako bedlington teriér. Tato příhoda výstižně ukazuje, že početná plemena teriérů z britských ostrovů se do dnešní podoby konstituovala skutečně až koncem 20. století. I když existují starší zmínky o výrazněji se odlišujících formách, je třeba mít na paměti, že po staletí byla určujícím kritériem „čistokrevnosti“ pracovní upotřebitelnost. Tam, kde mohlo dojít ke zkřížení byť i typičtějších lokálních variet, v zájmu výkonu k němu také došlo. Většina ostrovních teriérů je tedy více či méně vzájemně zpřízněna.
Hlavními znaky, které se staly postupem času určujícím dělítkem mezi jednotlivými plemeny, byly zbarvení, druh srsti a velikost, v některých případech, podmíněných výraznou geografickou izolací, také oblast rozšíření. Původní název bedlington teriéra byl třeba rothbury terrier, hanny hills terrier nebo northern counties terrier. Významný pes v minulosti bedlington teriéra je také pes jménem Old Flint, narozený v roce 1782, patřící Squire Travelyanovi. Potomci tohoto psa, v přímé linii chování až do roku 1873, kdy byl založen English Kennel Club, bývají označováni za první představitele plemene.
Jako samostatné plemeno cituje bedlington teriéra až v roce 1872 J. H. Walsh (Stonehenge), s velmi krátkým popisem: "Čupřina na hlavě, uši ve tvaru lískového oříšku, zbarvení pískové, játrové a modré, s nosem zbarveným podle celkové barvy srsti.". Délka nohou, jíž se bedlington teriér vlastně oddělil od dandie dinmont teriéra, umožnila rozšíření jeho schopností a využitelnosti o lov zajíců.
O sedm let později byl založen National Bedlington Terrier Club a od této doby se počal formovat a upevňovat dnešní typ; poprvé byl vystaven v roce 1895. Se změnou životního stylu na přelomu 19. a 20. století se změnilo i postavení bedlington teriéra, který se stále více stával společenským až luxusním psem.

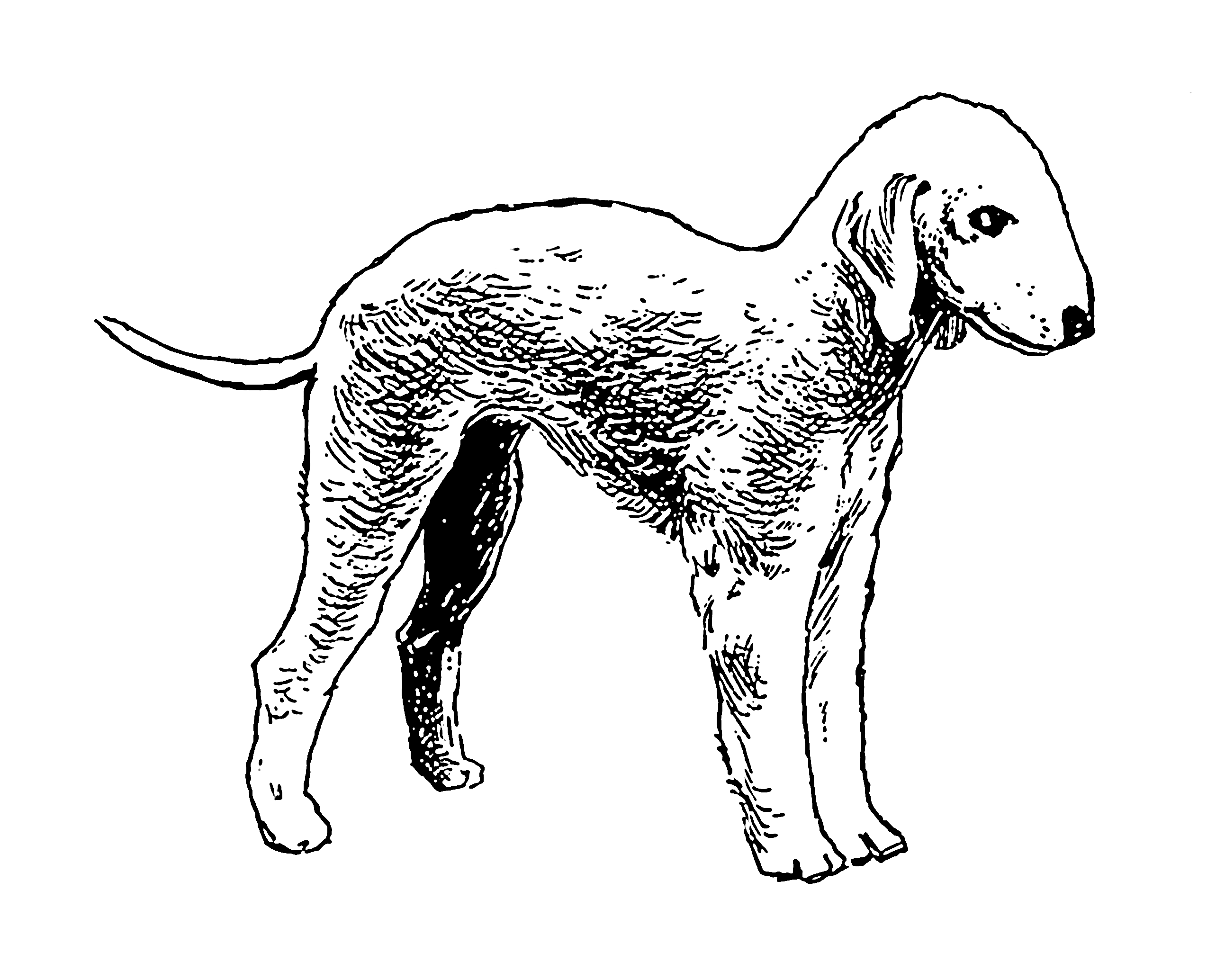

## Povaha
Toto psí plemeno si zachovalo svoji teriérskou povahu — je aktivní, mrštný, tvrdohlavý a ke kousnutí nejde daleko. Má sklony být dominantní a s jinými psy se snáší těžko, protože v nich vidí konkurenci. Je chytrý a bystrý, ale pokud mu poručíte, aby udělal něco, co nechce nebo ho nebaví, prostě to neudělá. Je samostatný a ke svému pánovi loajální — pokud má správnou výchovu.
S jinými psy se špatně snáší. Ostatní zvířata mu většinou nevadí a ignoruje je, ale má sklony pronásledovat rychle se pohybující předměty a pak je zardousit, proto je dobré si dávat pozor při seznamování s jinými zvířaty.
Děti má rád a je k nim něžný, ale děti musí vědět, jak se psem zacházet a co s ním smí a nesmí dělat, bedlington teriér si totiž nic nenechá líbit a pokud se cítí ohrožený, může zaútočit.
Na cizí nebo kolemjdoucí vždy hlasitě upozorní; je to velmi dobrý hlídač. Pokud vycítí, že vám je návštěva nepříjemná, vše vezme "do svých rukou" a může začít váš majetek bránit. Pokud vám ale cizí návštěva nevadí a jste uvolnění, bude se tak chovat také.

## Péče

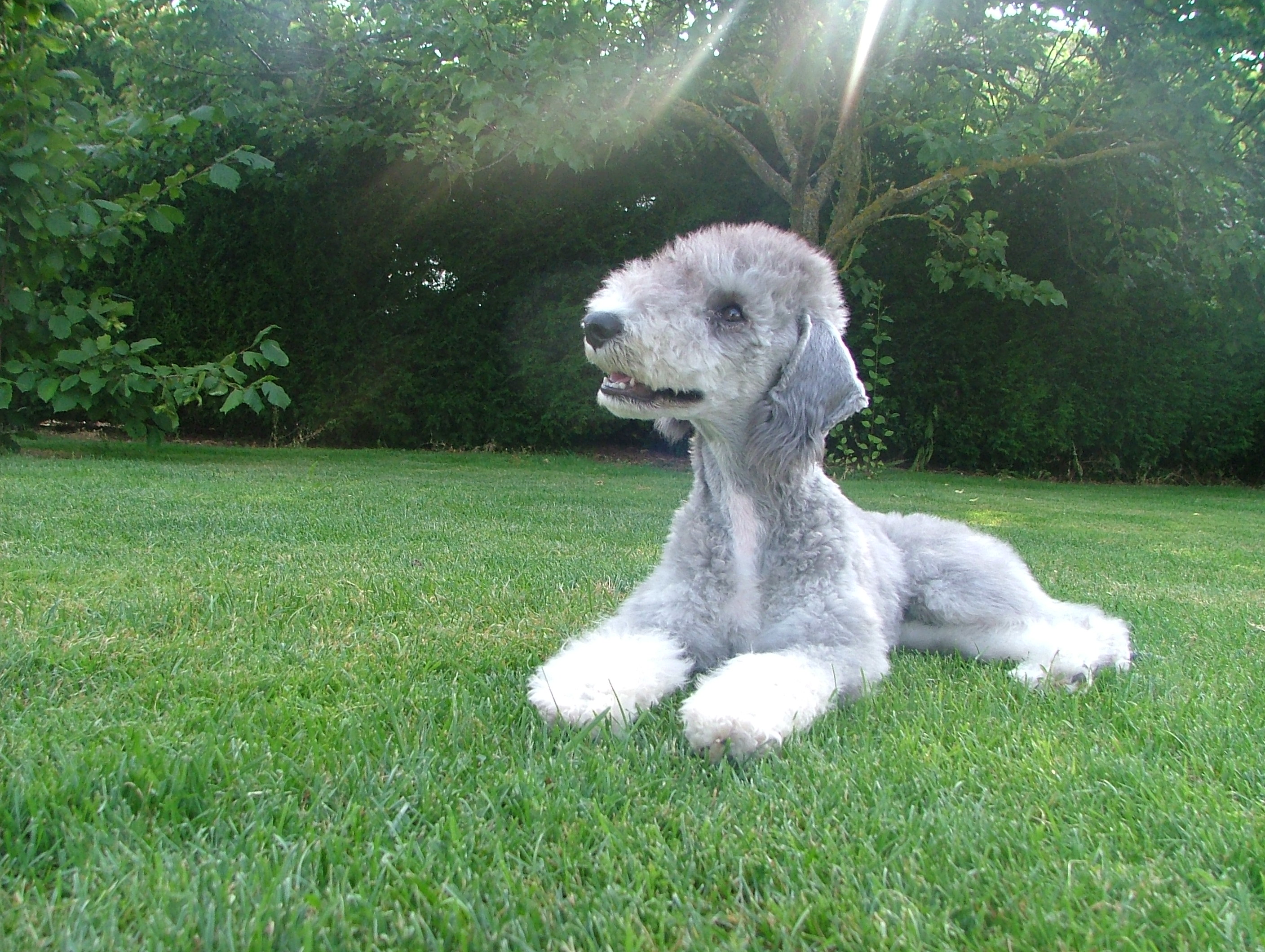

### Péče o srst
Péče o srst bedlington teriéra patří mezi velmi náročné. Je nutné ji nechávat stříhat, nejlépe v psích salónech se speciálním zaměřením právě na tento typ srsti. Také je nutné ji jednou za čas nechat trimovat, protože srst sama neodpadává a tak je nutné ji vytrhat. Nutné je každodenní kartáčování a pročesávání. Není nutné ji často mýt šamponem, protože je téměř samočisticí. Častému mytí šamponem se velkým obloukem vyhněte, protože to může způsobit ztrátu kvality srsti.

### Pohyb
Toto plemeno je velmi aktivní a má rádo pohyb. Pokud ho dostatečně nezaměstnáte, může se začít nudit a to může mít katastrofální následky ve formě agresivity nebo přehnaného strachu. Je pro něj vhodný veškerý pohyb, ale nerad dělá něco, co ho nebaví. Má téměř nevyčerpatelnou zásobu energie, takže se hodí pro sportovce.

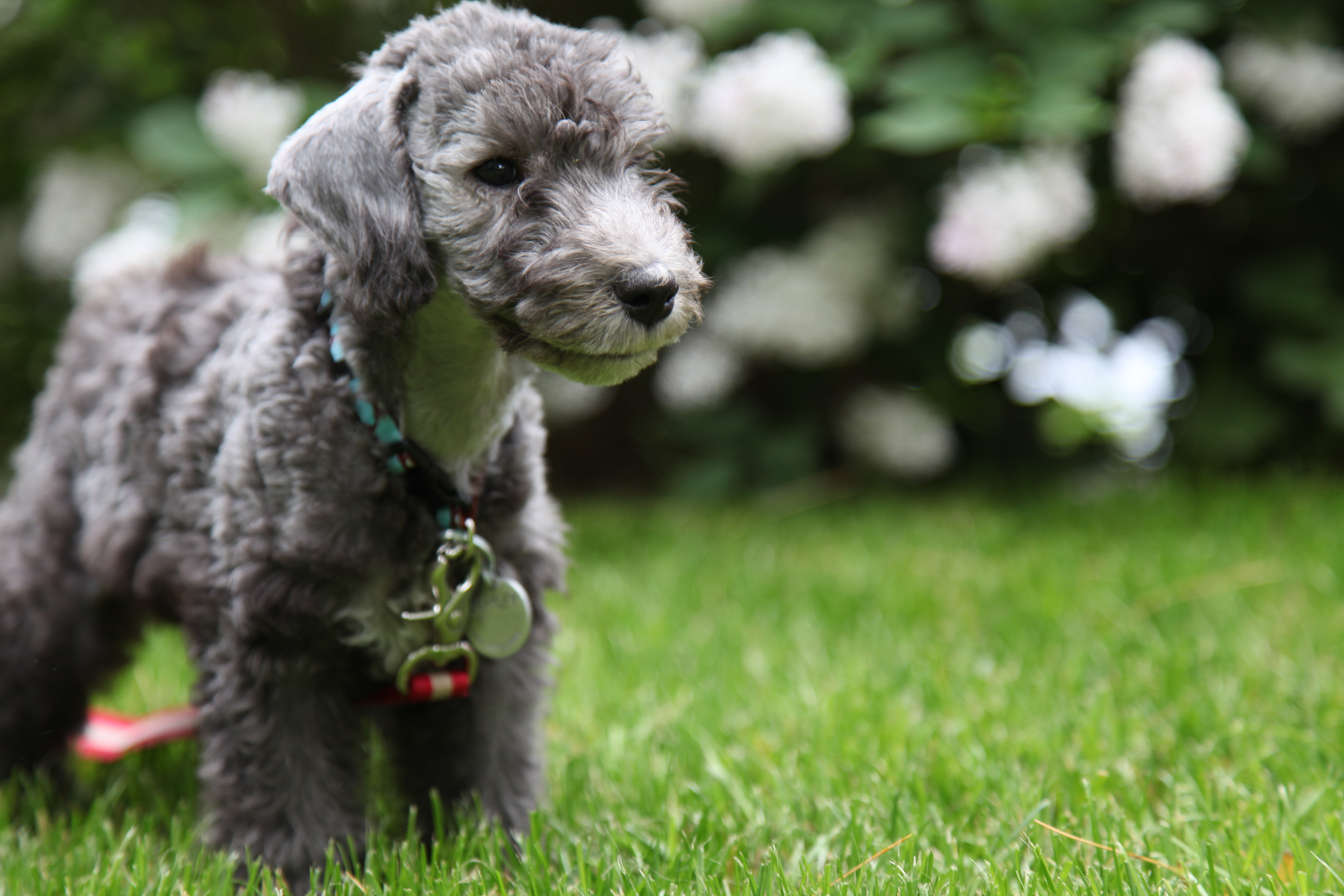
Štěně bedlington teriéra

### Výcvik a výchova
Je to plemeno náročné na výchovu, bez ní bude naprosto nezvladatelné. Výchovu by měl vést člověk, který umí pracovat se psy, hlavně s těmi tvrdohlavými a to i bez použití násilí — je to velmi citlivý pes. Právě kvůli velkým nárokům na výchovu se nehodí pro začátečníky.